# بلدة ميريديان تشارتر (ميشيغان)
ميريديان تشارتر (بالإنجليزية: Meridian Charter Township, Michigan)‏ هي بلدة تقع في مقاطعة إنغام (ميشيغان) بولاية ميشيغان في الولايات المتحدة. تأسست عام 1837، تبلغ مساحتها (كم²)، وترتفع عن سطح البحر 259 م، بلغ عدد سكانها 39688 نسمة في عام 2010 حسب إحصاء مكتب تعداد الولايات المتحدة وتصل الكثافة السكانية فيها 487 نسمة/كم2.

## وصلات خارجية
- http://www.meridian.mi.us/
- The US50 - Cities and Towns in Michigan State
- Michigan Cities and Towns, Facts, Map, Flag, Colleges, Government, and More